# Gierstgras
Gierstgras (Milium) is een geslacht uit de grassenfamilie (Poaceae). De soorten komen voor in Europa, Afrika, gematigd en tropisch Azië en Noord-Amerika.

## Soorten
Van het geslacht zijn de volgende soorten bekend:
- Milium adscendens
- Milium album
- Milium alepense
- Milium alexeenkoi
- Milium alternans
- Milium amphicarpon
- Milium arundinaceum
- Milium attenuatum
- Milium barbipulvinatum
- Milium bicolor
- Milium caninum
- Milium capense
- Milium capillaceum
- Milium capillare
- Milium carar
- Milium caucasicum
- Milium ciliatum
- Milium cimicinoides
- Milium cimicinum
- Milium clandestinum
- Milium coerulescens
- Milium colonum
- Milium coloratum
- Milium comosum
- Milium compactum
- Milium compressum
- Milium confertum
- Milium crus-galli
- Milium cuspidatum
- Milium dactylon
- Milium digitatum
- Milium distichum
- Milium dubium
- Milium effusum (Bosgierstgras)
- Milium elegans
- Milium esculentum
- Milium filiforme
- Milium frutescens
- Milium gaditanum
- Milium gallecicum
- Milium globosum
- Milium halepense
- Milium hirsutum
- Milium hispidum
- Milium holciforme
- Milium inconspicum
- Milium intermedium
- Milium interruptum
- Milium juncoides
- Milium kochii
- Milium laguchinia
- Milium lanatum
- Milium laterale
- Milium latifolia
- Milium latifolium
- Milium leibergii
- Milium lendigerum
- Milium maritimum
- Milium matrella
- Milium maximum
- Milium membranaceum
- Milium mexicanum
- Milium microspermum
- Milium minimum
- Milium minutiflorum
- Milium molle
- Milium montianum
- Milium muehlenbergianum
- Milium multiflorum
- Milium muticum
- Milium natans
- Milium nemorosum
- Milium nepalense
- Milium nigricans
- Milium nigrum
- Milium orinoccensis
- Milium orixense
- Milium ovatum
- Milium paniceum
- Milium panicum
- Milium paradoxum
- Milium paspalodes
- Milium paspaloides
- Milium pauciflorum
- Milium pedicellare
- Milium phleoides
- Milium poaeforme
- Milium polystachyon
- Milium pulcher
- Milium punctatum
- Milium pungens
- Milium purpureum
- Milium racemosum
- Milium radiatum
- Milium ramosum
- Milium rigidifolium
- Milium rigidum
- Milium roseum
- Milium sanguinale
- Milium scabrum
- Milium schmidtianum
- Milium scopolianum
- Milium setaceum
- Milium sorghum
- Milium sorgo
- Milium sparsum
- Milium spica-venti
- Milium stoloniferum
- Milium striatum
- Milium strictum
- Milium tenellum
- Milium tenerum
- Milium thomasii
- Milium tomentosum
- Milium transcaucasicum
- Milium transsilvanicum
- Milium treutleri
- Milium trichopodium
- Milium triracemosum
- Milium undulatifolium
- Milium velutinum
- Milium vernale (Ruw gierstgras)
- Milium verticillatum
- Milium villosum
- Milium virescens
- Milium virgatum
- Milium wilcoxianum
- Milium willdenowii
- Milium zonatum